# Keep Yourself Alive
Singles de Queen
Liar
(1973)
Keep Yourself Alive est une chanson du groupe Queen extraite de leur premier album studio, Queen, et publiée en single en 1973. La chanson sera ensuite incluse en face B du single Lily of the Valley (1975) tiré de l'album Sheer Heart Attack.

## Genèse
Cette chanson, avec une musique de rock brut écrite et composée par Brian May, est le premier extrait de l'album. Publié le 6 juillet 1973, le single — avec en face B Son and Daughter — n'a pas réussi à se classer dans les charts britanniques et américains.
Le single se vend peu. Il est, au fil des ans, le seul single du groupe à ne pas avoir été classé aux charts britanniques, de même pour l'album, malgré les bonnes critiques qu'il reçoit, et leurs auteurs devront attendre l'année suivante pour connaître le podium des charts avec Killer Queen (2e du hit parade), publié en octobre 1974 et extrait de leur troisième album Sheer Heart Attack.

## Liste des titres
Vinyle 7" (1973) -  Royaume-Uni
1. Keep Yourself Alive (Brian May) – 3:47
2. Son and Daughter (May) – 3:21

Vinyle 7" (1975) -  États-Unis
1. Keep Yourself Alive (May) – 3:47
2. Lily of the Valley (Freddie Mercury) – 1:43
3. God Save the Queen (trad., arrangé par Brian May) – 1:11

## Classement
| Classement (1975)     | Meilleure place |
| --------------------- | --------------- |
| États-Unis (Cash Box) | 89              |

## Crédits
- Freddie Mercury : chant principal, chœurs, Clavier
- Brian May : guitare électrique, chant principal sur une strophe en milieu de morceau et chœurs
- Roger Taylor : batterie, percussions, chant principal sur une strophe en milieu de morceau et chœurs
- John Deacon : basse